# 엘리자베스 프랜시스
엘리자베스 프랜시스(Elizabeth Francis, 1909년 7월 25일 ~ 2024년 10월 22일)는 2024년 2월 22일 에디스 체카렐리가 사망한 때부터 2024년 10월 22일 사망할 때까지 미국에서 가장 오래 산 슈퍼센티네리언이다.
| 이전 에디스 체카렐리 | 미국최고령자 2024년 2월 22일~ 2024년 10월 22일 | 이후 나오미 화이트헤드 |

## 생애
아프리카계 미국인 출신인 프랜시스는 1909년 7월 25일 루이지애나 주 세인트 메리 교구에서 태어났지만, 자신이 어느 도시에서 태어났는지 확신하지 못했다. 그녀의 어머니는 1920년에 사망했고, 그녀와 그녀의 다섯 형제자매는 서로 다른 집으로 보내졌다. 텍사스주 휴스턴으로 보내져 이모의 손에 자랐다. 존슨이 106세의 나이로 사망하기 전 언니 버사 존슨(Bertha Johnson, 1904년 8월 6일 – 2011년 2월 21일) 옆집에 살았다. 그녀와 프랜시스는 기록상 가장 나이가 많은 형제자매 중 하나였다. 그녀에게는 95세까지 살았던 또 다른 여동생이 있었고, 그녀의 아버지는 88세에 사망했다.
프랜시스는 미혼모로서 딸을 키웠다. 1999년에 마지막 집으로 이사해 죽을 때까지 그곳에서 살았으며, 그곳에서 96세의 딸 도로시 윌리엄스(1928년 9월 1일 출생)와 함께 살았으며 69세의 손녀 에델 해리슨의 보살핌을 받았다. 윌리엄스는 살아 있는 부모가 한 명 있는 세계에서 가장 나이 많은 사람이었다.
1970년대에 프랜시스는 휴스턴의 KTRK-TV에서 커피숍을 운영했고 그곳에서 20년 이상 일했다. 또한 자신이 다니는 교회인 굿 호프 미셔너리 침례교회(Good Hope Missionary Baptist Church)에도 깊은 관심을 갖고 있었다. 프랜시스는 운전을 배운 적이 없고 버스를 이용하거나 가족에게 교통수단을 의지했다. 2016년부터 휠체어를 사용해 왔다. 프랜시스는 평생 담배와 술을 피했고 종종 뒷마당에서 야채를 재배했다. 자신의 장수를 하나님에 대한 믿음 덕분으로 돌렸다.
2024년 2월 22일, 프랜시스는 캘리포니아 출신의 116세 에디스 체카렐리의 사망으로 미국에서 가장 나이 많은 사람이 되었다. 2024년 8월 19일 117세의 미국 태생 스페인 마리아 브라냐스 모레라(Maria Branyas)가 사망한 후, 그녀는 미국 태생 최고령자이자 세계에서 세 번째로 나이가 많은 사람이 되었다.
프랜시스는 2024년 10월 22일 115세 89일의 나이로 사망했다. 펜실베이니아주 그린빌 출신 나오미 화이트헤드(Naomi Whitehead)가 사망한 후 미국에서 가장 오래 산 사람이 되었다.

## 같이 보기
- 최장수인